# دردار هرمي
دردار هرمي (الاسم العلمي:Ulmus pyramidalis) هو نوع نباتي يتبع جنس الدردار من فصيلة الدردارية.